# Klement Kolaneci
Klement Teki Kolaneci (ur. 26 lutego 1948 w Tiranie, zm. 21 kwietnia 2016 w Tiranie) – albański architekt, zięć Envera Hodży.

## Życiorys
Po ukończeniu studiów na Uniwersytecie Tirańskim rozpoczął pracę w Instytucie Projektów Architektonicznych. Zealizował ponad 400 projektów architektonicznych na terenie Albanii. Był autorem projektu Pałacu Kongresów w Tiranie (Palati i Kongreseve) oraz Piramidy, która została otwarta w 1988 roku jako Muzeum Envera Hodży. Kolaneci realizował projekt budowli wspólnie z żoną Pranverą, Pirro Vaso i Vladimirem Bregu. 
W 1995, w okresie rządów Demokratycznej Partii Albanii został uwięziony pod zarzutem tworzenia organizacji antypaństwowej i osadzony w Durrësie, ale nie został skazany. W ostatnich latach życia Kolaneci zaangażował się w obronę Piramidy, którą zamierzano rozebrać.
Był żonaty, miał dwoje dzieci. Zmarł po długiej chorobie w szpitalu w Tiranie. Pochowany na cmentarzu Sharre.